# Roeselia
Roeselia is een geslacht van vlinders van de familie visstaartjes (Nolidae), uit de onderfamilie Nolinae.

## Soorten
- R. albula Denis & Schiffermüller, 1776
- R. alteroscota de Toulgoët, 1982
- R. antennata Butler, 1878
- R. aperta Walker, 1865
- R. arana Schaus, 1896
- R. argentescens Hampson, 1895
- R. argyraspis Draudt, 1918
- R. argyria Hampson, 1894
- R. aroa Bethune-Baker, 1904
- R. ascripta Hampson, 1894
- R. atrinota Hampson, 1911
- R. atypica Dyar, 1914
- R. basifascia Inoue, 1958
- R. basifusca Bethune-Baker, 1904
- R. basisignata Inoue, 1991
- R. biangulata de Toulgoët, 1954
- R. biconigera Draudt, 1918
- R. bicrenuscula Dyar
- R. bifiliferata Walker, 1862
- R. bifuscatalis de Toulgoët, 1982
- R. bilineata Reich, 1936
- R. bryophilalis Staudinger, 1887
- R. bryophiloides Butler, 1882
- R. canescens Draudt, 1918
- R. caruscula Dyar, 1922
- R. castigata Dognin
- R. causta Hampson, 1900
- R. clarkiana Dyar, 1916
- R. costalis Staudinger, 1887
- R. costiplagiata Hampson, 1918
- R. costisquamosa de Toulgoët, 1954
- R. cramboidalis de Toulgoët, 1982
- R. cretacea Hampson, 1914
- R. cuneifera Walker, 1865
- R. decaryi de Toulgoët, 1955
- R. decepta Schaus, 1911
- R. deglupta Draudt, 1918
- R. dentata Dyar, 1899
- R. denticulata Moore, 1888
- R. deplanana Walker, 1866
- R. discisignata Hampson, 1896
- R. diversalis Inoue, 1991
- R. divisa Schaus, 1896
- R. divisoides Schaus, 1905
- R. dognini Rothschild, 1916
- R. effusa Draudt, 1918
- R. elegans Inoue, 1991
- R. emissa Dyar, 1915
- R. exelsior Draudt, 1918
- R. extusata Dyar
- R. flavibasis Hampson, 1900
- R. flaviscapula Draudt, 1918
- R. flexilineata Wileman, 1916
- R. fola Swinhoe, 1890
- R. formosana Wileman & West, 1928
- R. fumosa Butler, 1879
- R. gallicola Wiltshire, 1949
- R. gibeauxi de Toulgoët, 1982
- R. gigantoides Inoue, 1961
- R. gigantula Staudinger, 1878
- R. gigas Butler, 1884
- R. godalma Draudt, 1918
- R. grisea Hampson, 1914
- R. hemizona Hampson, 1911
- R. herbuloti de Toulgoët, 1976
- R. hermana Schaus, 1896
- R. heteroscota de Toulgoët, 1954
- R. hypopecta Dyar, 1914
- R. incana Saalmüller, 1884
- R. incertalis de Toulgoët, 1982
- R. indistincta Hampson, 1894
- R. infumatalis de Toulgoët, 1982
- R. infuscata Hampson, 1903
- R. inga Schaus, 1922
- R. insolitalis de Toulgoët, 1982
- R. integralis de Toulgoët, 1982
- R. intermedia Druce, 1895
- R. leucogramma Dognin, 1912
- R. leucomelas de Toulgoët, 1953
- R. leucospila Turner, 1899
- R. leucostola Hampson, 1900
- R. lignifera Walker, 1862
- R. longiventris Poujade, 1886
- R. lugens Walker, 1863
- R. marojejy de Toulgoët, 1982

- R. mediofascia Inoue, 1988
- R. mediofracta de Toulgoët, 1954
- R. medioscripta Schaus, 1899
- R. mediozona Dognin, 1899
- R. melanocosta Inoue, 1961
- R. melanomedia Inoue, 1991
- R. melanosticta Hampson, 1914
- R. mesotherma Hampson, 1914
- R. metaleuca Hampson, 1900
- R. metallopa Meyrick, 1886
- R. micans Hampson, 1900
- R. micropecta Dyar, 1914
- R. mikabo Inoue, 1970
- R. milletes Dyar, 1914
- R. millotalis de Toulgoët, 1965
- R. minuscola Zeller, 1872
- R. monticola Roepke, 1948
- R. nanula de Toulgoët, 1954
- R. negrita Hampson, 1894
- R. nepheloleuca Hampson
- R. nigrobasalis Rothschild, 1916
- R. nigromaculata Nagano, 1918
- R. nitida Hampson, 1894
- R. nivatalis de Toulgoët, 1965
- R. niveicosta Schaus, 1905
- R. oblita Wileman & West, 1929
- R. pallidiceps Hampson, 1901
- R. pannonica Kovacs, 1947
- R. patina Druce, 1885
- R. pecta Dyar, 1914
- R. pedanta Dyar, 1912
- R. perangulata Hampson, 1900
- R. pernitens Schaus, 1911
- R. pictalis de Toulgoët, 1982
- R. placens Schaus, 1911
- R. plumatella Druce, 1885
- R. polychroma de Toulgoët, 1956
- R. polyodonta Schaus, 1905
- R. protogigas Inoue, 1970
- R. pseudermana Dyar, 1918
- R. pseudohypena Inoue, 1982
- R. pulverata Wileman & West, 1929
- R. pulverea Dognin, 1912
- R. punctilinea Draudt, 1918
- R. pygmaea Hampson, 1900
- R. pyralidoides Reich, 1933
- R. recurvata Dognin, 1914
- R. rodea Schaus, 1896
- R. rufescens Dognin, 1893
- R. satoi Inoue, 1970
- R. scripta Moore, 1888
- R. semicrema Draudt, 1918
- R. semirufa Hampson, 1894
- R. shimekii Inoue, 1970
- R. stictigramma Dognin, 1912
- R. stigmatica Reich, 1936
- R. stilbina Draudt, 1918
- R. strigivena Hampson, 1894
- R. strigula Schiffermüller, 1776
- R. subgigas Inoue, 1982
- R. taurica Daniel, 1935
- R. terulosa Druce, 1885
- R. tessalalis de Toulgoët, 1982
- R. togatulalis Hübner, 1837
- R. triangulalis Leech, 1888
- R. trianguloquelinea van Eecke, 1920
- R. trias Schaus, 1921
- R. trocha Dognin, 1897
- R. unilinea Schaus, 1911
- R. varia Barnes & Lindsey, 1921
- R. venosalis de Toulgoët, 1953
- R. venusta Brandt, 1938
- R. venustula de Toulgoët, 1954
- R. versicolora Dognin
- R. viettealis de Toulgoët, 1982
- R. xanthoplaga Hampson, 1911